# Ferrières (Tarn)
Ferrières is een plaats en voormalige gemeente in het Franse departement Tarn (regio Occitanie) en telt 150 inwoners (1999). De plaats maakt deel uit van het arrondissement Castres. Ferrières is op 1 januari 2016 gefuseerd met de gemeenten Castelnau-de-Brassac en Le Margnès tot de gemeente Fontrieu. 

## Geografie
De oppervlakte van Ferrières bedraagt 12,0 km², de bevolkingsdichtheid is 12,5 inwoners per km².
De onderstaande kaart toont de ligging van Ferrières (Tarn) met de belangrijkste infrastructuur en aangrenzende gemeenten.

## Demografie
Onderstaande figuur toont het verloop van het inwonertal (bron: INSEE-tellingen).